# Агінське

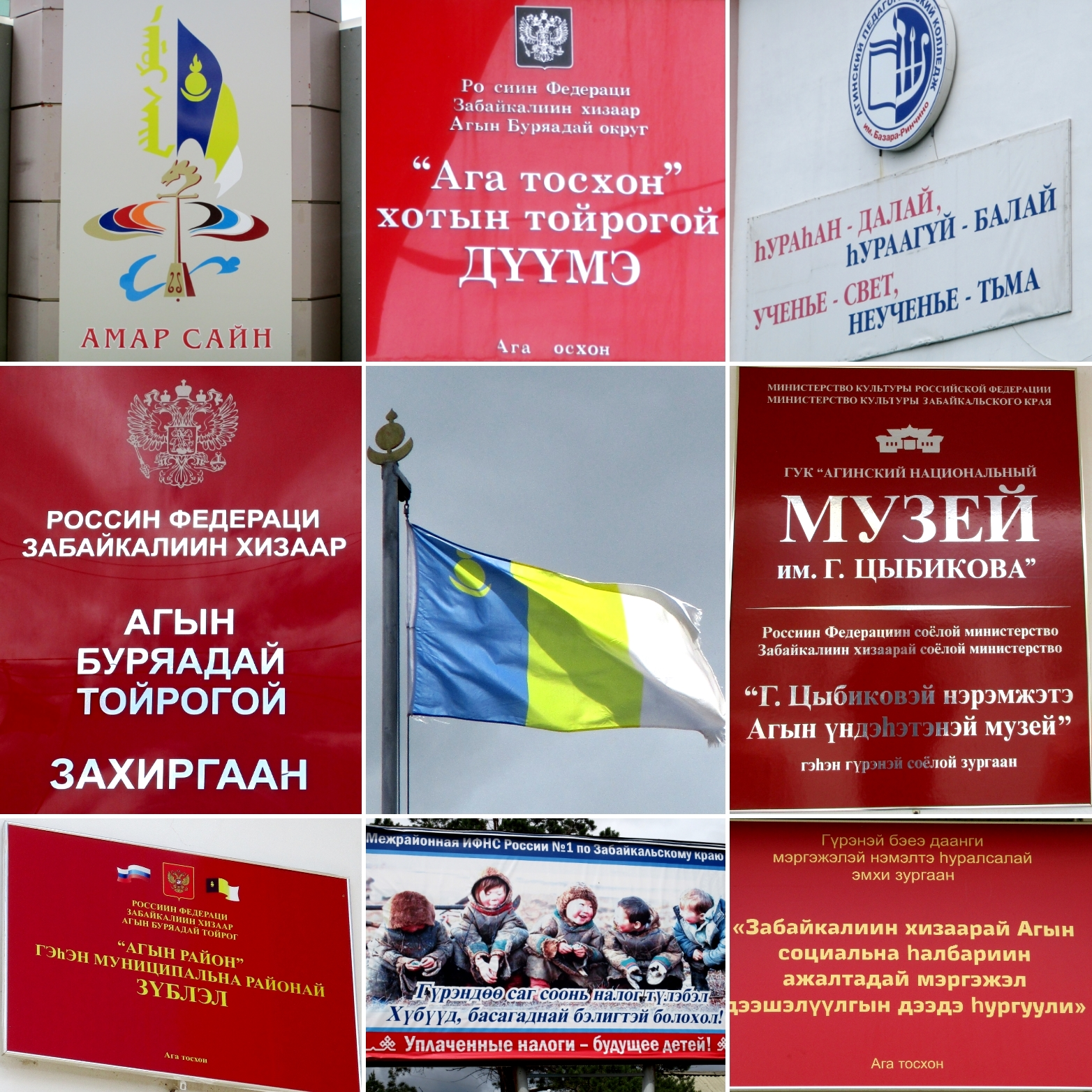
Приклади використання бурятської мови в публічному просторі Агінського

Агі́нське (рос. Агинское) — селище міського типу, центр Агінського міського округу та Агінського району Забайкальського краю, Росія.

## Географія
Розташоване за 153 км на південний схід від крайового центру, міста Чита, на федеральній автомагістралі А-350, на лівому березі річки Аги (ліва притока Онона). Найближча залізнична станція — за 36 км на північний схід в смт Могойтуй.

## Назва
Назва селища походить від назви річки Ага, яка тече переважно Агинським степом. Етимологія гідроніму точно не встановлена. Приблизно походить від якутського «аҕа» — [а г а] батько, або від евенкійське-маньчжурського «дощ».

## Історія
Перша згадка відноситься до 1811 року. Поява селища пов'язане з тим, що представники восьми родів хорі-бурятів перекочували в Агинський степ в долини річок Інгоди, Аги та Онона. Поступово більша частина їх зосередилася по річці Азі, багатою пасовищами. Зі створенням нової адміністративно-територіальної структури тайшетства необхідно було знайти постійне місце перебування канцелярії головного тайши. Найкращим виявилося місце, займане нині селищем Агінським. Тут з'явилося кілька юрт: для головного тайши, канцелярії, писаря, діловода, ямщиков. Ймовірною датою заснування вважається 1780 р
Подією величезної ваги стало будівництво і запуск в експлуатацію в 1897—1901 роках маньчжурської гілки Транссибірської залізниці (південний хід ЗабЖД), яка пройшла по території степової Аги за 37 км на схід від Агінського. Активну участь в будівництві брали і місцеві мешканці.
За радянських часів Агінське продовжувало розширюватися. У 1921 році була відкрита лікарня на 10 ліжок. У 1927 році збудовано сільський клуб з бібліотекою (нині Будинок дитячої творчості). Через два роки в будинках з'явилося радіо. У 1930 році вийшов перший номер аймачной газети «Хамтин ажалша». Перших учнів (в двоповерховому дерев'яному будинку) прийняв Агінський педагогічний технікум. У 1936 році запущена в експлуатацію паровий млин за річкою Агою. Через два роки побудовано цегляну будівлю під електростанцію.
З 1965 року розпочався новий етап розвитку селища. Будувалися житлові будинки, магазини, дитсадки. Були введені в експлуатацію маслозавод, електропідстанція, лісгосп, промкомбінат, заготконтора з ковбасним цехом. У центрі селища з'явилися Будинок культури, 16-квартирні будинки, комбінат побутового обслуговування, стадіон, держбанк, нові корпуси окружної лікарні. У західній частині — багатоквартирні будинки, автовокзал, АЗС, будівля СПТУ. Було встановлено пам'ятник вченому-мандрівникові Г. Ц. Цибікову, розбитий Центральний парк-сад, почалося озеленення селища.

## Населення
Населення — 15596 осіб (2010; 11717 у 2002).

## Господарство
Сьогодні Агінське — сучасне упорядковане селище, адміністративний центр Агінського Бурятського округу. Тут зосереджені виконавча, законодавча, судова влада округу, підрозділи федеральних структур. Селище НЕ багатоповерхове, з цілими кварталами дерев'яних одноповерхових будинків. У роки 2000-ні з'явилося багато адміністративних будівель, Будинок спорту, Інтернет-центр, готелі та ресторани.

### Економіка
Структура економіки округу склалася ще в радянський період. Сільське господарство залишається основною галуззю в життєдіяльності округу. Входження в ринкову економіку завдав величезної шкоди всій економіці аграрного регіону. Скорочення поголів'я худоби, посівних площ, зношеність техніки, диспаритет цін, непідготовленість селян — все це відкинуло соціально-економічний розвиток округу на кілька років назад. Потрібні були значні зусилля керівників усіх рівнів і простих трудівників, щоб призупинити падіж тварин, відновити виробництво. І їхня праця не пройшов даром. Промисловість округу знаходиться на стадії розвитку та пов'язана в основному з переробкою сільськогосподарської сировини. Починають освоюватися мінерально-ресурсний потенціал регіону, а це десятки родовищ, які містять россипное і рудне золото, тантал і вольфрам, вісмут і олово, сурму і марганець, кам'яне вугілля, базальт, будівельні та облицювальні камені, джерела мінеральних вод з чудовим складом і смаковими якостями тощо. З їх розробкою та промисловим освоєнням пов'язане майбутнє округу.

## Відомі люди
- Дамбаєв Юндун Дашинимаєвич (1992—2022) — російський військовик, капітан ЗС РФ. Кавалер ордена Мужності. Ліквідований під час вторгнення до України.